# Бейер, Ханс
Ханс Антон Бейер (норв. Hans Anthon Beyer; 23 августа 1889, Берген — 15 мая 1965, Му-и-Рана, Нурланн) — норвежский гимнаст, чемпион летних Олимпийских игр 1912 года в командном первенстве по произвольной системе. Выступал за клуб «Бергенс».